# Michel Catalano
Pour les articles homonymes, voir Catalano.
Michel Catalano, né le 4 novembre 1959 à Avion, est un footballeur français. Il était défenseur.

## Carrière
Michel Catalano n'a que huit ans lorsqu'il intègre le club du RC Lens en 1967. Passé par toutes les catégories chez les sangs et or, il intègre l'équipe réserve en 1977, avant de débuter chez les pros le 24 janvier 1982  face à St Etienne sous les ordres de Jean Sérafin. Il a alors 22 ans et aligne sept saisons avec le club nordiste, où il découvrira notamment la Coupe de l'UEFA (3 matches au total). Pourtant défenseur, il ne récoltera qu'un seul carton rouge pendant cette période. En 1988, il signe à Auxerre, sous les ordres de Guy Roux. Il devient vite un titulaire indiscutable, participant activement à la campagne européenne de l'AJA lors de la saison 1989-1990 (1/4 de finaliste de la Coupe de l'UEFA), ainsi qu'à la très bonne saison nationale de la saison suivante (Auxerre termine 3e du championnat en 1991). Durant cette période, il côtoie des joueurs comme Basile Boli ou encore Enzo Scifo.

 En 1991, il signe à Nîmes, promu au sein de l'élite avec des ambitions très (trop) élevées. Mais le séjour gardois tourne au vinaigre après deux saisons, Michel n'ayant que peu joué notamment lors de la saison 1992-1993, voyant même son club redescendre en Division 2. Lors de ce séjour gardois, il aura eu comme coéquipiers Philippe Vercruysse, Éric Cantona ou encore Laurent Blanc. 

Faute de sollicitations, il raccroche les crampons en 1993, à l'âge de 33 ans. il se tourne à partir de 1997 vers une carrière d'entraîneur.

### Joueur
- 1971-1988 : RC Lens
- 1988-1991 : AJ Auxerre
- 1991-1993 : Nîmes Olympique

### Entraîneur
- 1997-2000 : USA Liévin Football (-17 ans)
- 2000-2001 : Stade béthunois FC (adjoint, CFA2)
- 2001-2003 : Stade béthunois FC (CFA2)
- 2003-20?? : USO Bruay-Labuissière (Féminines)
- 20??- 2015 : FCF Hénin-Beaumont (Réserve, Féminines)
- depuis 2015 : US Rouvroy